# Viento de agua

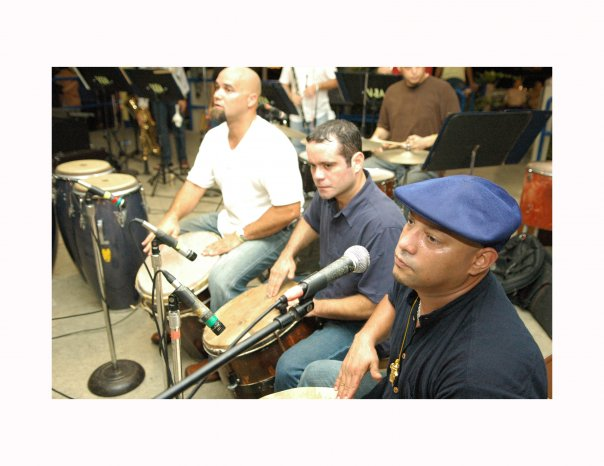
Viento de Agua tocando bomba.
----
Creada en Nueva York en 1997
Director: Tito Matos
Director musical: Ricardo Pons

Viento de Agua es una banda de bomba y plena contemporánea creada en la ciudad de Nueva York en 1997. La bomba y la plena son ritmos afropuertorriqueños.
Su primer disco, De Puerto Rico al Mundo, fue catalogado como una de las mejores 10 grabaciones latinas del año por The New York Times. El grupo fue creado por los músicos puertorriqueños Tito Matos (compositor, percusionista y cantante), Ricardo Pons (arreglista, flautista, saxofonista y director musical) y Alberto Toro (arreglista, saxofonista). 
Viento de agua se compone de 12 músicos que incluyen batería, barítono, trombón, saxofón, panderetas y trompeta.
La agrupación tiene dos discos a su haber incluyendo Materia Prima, grabación que utiliza los instrumentos básicos de la bomba y la plena y que fue producido por el Smithsonian Institute de Washington D. C. bajo su sello Folkways. 
Se han presentado en Lincoln Center Out of Doors, Kennedy Center en Washington D. C. y en Celebrate Brooklyn, por mencionar algunos. 
Los percusionistas del grupo estuvieron a cargo de la grabación de las panderetas en el tema Pégate de Ricky Martin.